# 迷你海螄螺
迷你海螄螺（学名：Epitonium agitabilis）为海螄螺科海螄螺屬下的一个种。